# Harald Ericson
Harald Ericson (ur. 22 września 1921 w Örträsk, zm. 15 maja 2015 w Umeå) – szwedzki biegacz narciarski, srebrny medalista olimpijski.

## Kariera
Igrzyska olimpijskie w Sankt Moritz w 1948 roku były pierwszymi i zarazem ostatnimi w jego karierze. Wywalczył tam srebrny medal w biegu na dystansie 50 km techniką klasyczną. Wyprzedził go jedynie rodak Nils Karlsson, trzecie miejsce zajął Benjamin Vanninen z Finlandii. Nie startował na mistrzostwach świata. W 1948 roku wygrał bieg na 50 km stylem klasycznym podczas Holmenkollen ski festival.

## Osiągnięcia

### Igrzyska olimpijskie
| Miejsce | Dzień    | Rok  | Miejscowość  | Konkurencja             | Wynik     | Strata    | Zwycięzca     |
| ------- | -------- | ---- | ------------ | ----------------------- | --------- | --------- | ------------- |
| 2.      | 6 lutego | 1948 | Sankt Moritz | 50 km stylem klasycznym | 3:47:48 h | +4:32 min | Nils Karlsson |